# 彼得·卡西格
彼得·爱德华·卡西格（英語：Peter Edward Kassig，1988年2月19日—2014年11月16日），美国人道救援工作者，遭伊斯兰国成员斩首身亡。

## 生平
卡西格生于美国印第安纳州印第安纳波利斯，儿时被学校老师艾德（Ed）及护士宝拉（Paula）收养。2006年，卡西格从印第安纳波利斯的北中高中毕业，其后于同年6月及2007年9月间在美国陆军游骑兵第75团第1营的特种作战小组服役。2007年4月至9月，卡西格在乔治亚州班宁堡接受军事训练，后被派驻到伊拉克，四个月后因伤退伍。退伍后就读于汉诺威学院，2009年毕业，之后于2011年到巴特勒大學深造，2012年毕业。
后来，卡西格在叙利亚及黎巴嫩从事人道救援工作，2012年秋在叙利亚创办非政府组织特殊应急响应及援助（Special Emergency Response and Assistance），为叙利亚及黎巴嫩的难民提供医疗、物资、衣物及食物。卡西格是受过训练的医学助理。
2013年10月1日，卡西格在前往叙利亚东部城市代尔祖尔派发物资的途中被伊斯兰国武装分子胁持，与法国记者尼古拉斯·艾南及英国记者约翰·康德黎关在同一牢房，经常受毒打。在押期间，原本为循道宗信徒的卡西格改诡异伊斯兰国，并改名为阿卜杜勒-拉赫曼·卡西格（羅馬化：Abdul-Rahman Kassig），时间大约在2013年10月至12月之间。2014年10月3日，卡西格父母发表视频，强调儿子自愿改信基督教，而且这个想法在他被俘虏前就已经开始。
2014年10月3日，伊斯兰国发表视频，显示英国志愿者艾伦·亨宁被斩首，同时点名卡西格为下一个目标。10月3日，卡西格父母向伊斯兰国发去视频，恳求对方留情。卡西格母亲后来透过Twitter向伊斯兰国领导人求情，希望与儿子联络；卡西格父母有Facebook和Twitter帐号。
2014年11月16日，伊斯兰国发表视频，显示“圣战约翰”站在一个被切断的人头上，头的主人没有出现。白宫其后证实被斩首者是卡西格。英国《每日电讯报》与安全专家威尔·格德斯（Will Geddes）推测卡西格可能违抗了对方的意愿，拒绝就斩首拍摄视频声明。基地组织发言人亚当·亚希耶·加达恩谴责斩首行为。
2018年12月2日，由美军主导的打击伊斯兰国联军在叙利亚沙漠用无人机击毙斩首卡西格的指挥人阿布·乌马拉因（Abu al-Umarayn）。